# Pavoraja
Pavoraja (= „Pfauenrochen“) ist eine Gattung kleiner Weichnasenrochen (Arhynchobatidae), die endemisch auf dem äußeren Kontinentalschelf rund um Australien vorkommt.

## Merkmale
Pavoraja-Arten werden maximal 37 cm lang. Ihre Körperscheibe ist herzförmig oder rundlich und breiter als lang. Die Enden der Brustflossen sind weit abgerundet, ihre vorderen Ränder sind gewellt, die hinteren abgerundet. Die Bauchflossen sind relativ klein und zwischen den beiden Loben tief eingeschnitten. Der Schwanz ist schlank und etwas länger oder genau so lang wie der Abstand von der Schnauzenspitze bis zur Kloake. Kurz vor dem Schwanzende befinden sich zwei relativ kleine Rückenflossen von gleicher Form und Größe. Der Abstand zwischen ihnen liegt bei der Hälfte der Basislänge der ersten Rückenflosse. Der obere Lobus der Schwanzflosse ist niedrig und kurz. Die Schwanzflossenbasis ist länger oder genau so lang wie die Basis der ersten Rückenflossen. Die Schwanzflosse ist mit der zweiten Rückenflosse zusammengewachsen. Die Rückenseite ist rau und dicht mit Placoidschuppen bedeckt, so dass sie eine Textur wie Schmirgelpapier hat. Rund um die Augen finden sich zwei bis acht Dornen. Dornen auf den „Schultern“ sind, wenn vorhanden, klein. Eine Dornenreihe in der Rückenmitte fehlt. Dagegen verlaufen auf dem Schwanz drei Reihen großer Dornen. Die Unterseite ist immer dornenlos. Die Augen sind mittelgroß. Der Durchmesser der Spritzlöcher beträgt etwa die Hälfte des Augendurchmessers. Das Maul ist schmal. Die Zähne sind quincunxartig angeordnete. Im Unterkiefer befinden sich 31 bis 47 Zähne. Die Anzahl der Zähne im Oberkiefer ist nicht bekannt. Pavoraja-Arten haben 26 bis 29 Rumpfwirbel und 62 bis 83 Wirbel im Schwanz vor der ersten Rückenflosse. Die Anzahl der Windungen im Spiraldarm ist nicht bekannt.
Die Rückenseite ist gelblich bis dunkelbraun gefärbt, einfarbig oder mit unregelmäßig angeordneten, in Gruppen zusammenstehenden Punkten versehen oder mit hellen oder dunklen Flecken. Die Unterseite ist weiß oder cremefarben, ihre Ränder gelblich, hellbraun oder grau.

## Arten
Zur Gattung Pavoraja gehören sechs Arten:
- Pavoraja alleni McEachran & Fechhelm, 1982
- Pavoraja arenaria Last, Mallick & Yearsley, 2008
- Pavoraja mosaica Last, Mallick & Yearsley, 2008
- Pavoraja nitida (Günther, 1880) (Typusart)
- Pavoraja pseudonitida Last, Mallick & Yearsley, 2008
- Pavoraja umbrosa Last, Mallick & Yearsley, 2008

## Belege
1. 1 2  Peter R. Last, S. Mallick und G.K. Yearsley, 2008. A review of the Australian skate genus Pavoraja Whitley (Rajiformes: Arhynchobatidae). Zootaxa 1812:1-45. DOI: 10.5281/zenodo.182801
2. 1 2  David A. Ebert: Deep-sea Cartilaginous Fishes of the Indian Ocean. Volume 2 Batoids and Chimaeras. FAO Species Catalogue for Fishery Purposes No. 8, Vol. 2, E-ISBN 978-92-5-108453-3, Seite 40–41.
3. ↑  Pavoraja auf Fishbase.org (englisch)